# Flores (Canada)
Cet article possède des homonymes et des paronymes, voir Flores.
Flores est une île de Colombie britannique au sud-ouest de Vancouver Quadra dans le Clayoquot Sound.

## Géographie
Marktosis (en) est son aire la plus peuplée avec environ 900 habitants. La plupart des autochtones sont issus des nations Ahousat (2 000) Nootkas. La langue prédominante est l'anglais. 

## Histoire
L'île est nommée en 1791 par Francisco de Eliza en l'honneur de Manuel Antonio Flórez, 51e vice-roi de Nouvelle-Espagne,.